# Barbara Thiessen
Barbara Thiessen (* 1965 in Plochingen) ist eine deutsche Erziehungs- und Sozialwissenschaftlerin und seit 2022 Professorin für Erziehungswissenschaft mit dem Schwerpunkt Beratung unter besonderer Berücksichtigung der Geschlechterverhältnisse an der Universität Bielefeld.

## Werdegang
Nach dem Studium der Sozialpädagogik an der Evangelischen Fachhochschule in Reutlingen und der Sozialarbeitswissenschaft sowie Weiterbildung an der Universität Bremen war Barbara Thiessen in unterschiedlichen Forschungsprojekten an den Universitäten Bremen und Lüneburg tätig. Von 1999 bis 2003 war sie wissenschaftliche Geschäftsführerin am Forschungszentrum Gender Studies der Universität Bremen. Lehraufträge übernahm sie an den Universitäten Bremen, Lüneburg und der Hochschule Bremen in den Studiengängen Soziale Arbeit, Weiterbildung, Public Health sowie Berufspädagogik. Von 2006 bis 2010 war sie Grundsatzreferentin für Familienpolitik und familienpolitische Leistungssysteme am Deutschen Jugendinstitut e.V., München. Barbara Thiessen war von 2010 bis 2022 Professorin an der Fakultät Soziale Arbeit der Hochschule Landshut. Von 2013 bis 2022 leitete sie das interdisziplinäre Forschungsinstitut Sozialer Wandel und Kohäsionsforschung (IKON) an der Hochschule Landshut. Zudem war sie von 2014 bis 2022 im Vorstand der Deutschen Gesellschaft für Soziale Arbeit (DGSA), von 2016 bis 2022 Vorsitzende der DGSA.
Ihre Forschungsschwerpunkte sind: Beratung in Sozialer Arbeit und in Bildungskontexten, Care-Theorien und Doing Family, Theorien und Methoden gendersensibler Beratung, Organisationsdynamiken insbesondere im Hinblick auf Geschlechtergleichstellung und Diversität, Professionalisierung in Care-Berufen, Rekonstruktive Beratungsforschung.

## Schriften
- als Herausgeberin mit Florian Baier, Stefan Borrmann, Johanna Hefel: Europäische Gesellschaften zwischen Kohäsion und Spaltung. Rolle, Herausforderungen und Perspektiven Sozialer Arbeit, Opladen 2022, Open Access, ISBN 978-3-8474-2613-4
- als Herausgeberin mit Claudia Steckelberg: Wandel der Arbeitsgesellschaft. Soziale Arbeit in Zeiten von Globalisierung, Digitalisierung und Prekarisierung, Opladen 2020, ISBN 978-3-8474-2408-6
- als Herausgeberin mit Spatscheck, Christian: „Inklusion ist …“. Perspektiven und Positionen der Sozialen Arbeit; Band 13, Reihe Theorie, Forschung und Praxis Sozialer Arbeit, Opladen 2017, ISBN 978-3-8474-2075-0
- als Herausgeberin mit Borrmann, Stefan: Wirkungen Sozialer Arbeit. Potentiale und Grenzen der Evidenzbasierung für Profession und Disziplin; Band 12, Reihe: Theorie, Forschung und Praxis Sozialer Arbeit, Opladen 2016, ISBN 978-3-8474-0768-3
- als Herausgeberin mit Jurczyk, Karin; Lange, Andreas: Doing family – Familienalltag heute: Warum Familienleben nicht mehr selbstverständlich ist, Juventa 2014, ISBN 978-3-7799-2239-1
- als Mitautorin für den Rat der Evangelischen Kirche in Deutschland: Zwischen Autonomie und Angewiesenheit: Familie als verlässliche Gemeinschaft stärken. Eine Orientierungshilfe des Rates der Evangelischen Kirche in Deutschland (EKD), Gütersloh 2013, ISBN 978-3-579-05972-3
- als Herausgeberin mit Villa, Paula-Irene; Moebius, Stephan: Soziologie der Geburt. Diskurse, Praktiken und Perspektiven. Campus 2011, ISBN 978-3-593-39525-8
- als Herausgeberin mit Villa, Paula-Irene: Mütter – Väter: Diskurse, Medien, Praxen, Forum Frauen- und Geschlechterforschung, Bd. 24, Münster 2011, ISBN 978-3-89691-224-4
- als Herausgeberin mit Kahlert, Heike; Ines Weller: Quer denken – Strukturen verändern. Gender Studies zwischen Disziplinen, Wiesbaden 2005, ISBN 978-3-531-14522-8
- Re-Formulierung des Privaten. Professionalisierung personenbezogener, haushaltsnaher Dienstleistung, Wiesbaden 2004, ISBN 3-531-14402-2.
- als Herausgeberin mit Heinz, Kathrin: Feministische Forschung. Nachhaltige Einsprüche, Leske und Budrich 2003, ISBN 3-8100-3256-5
- Individualisierung und Reproduktion. Analyse prekärer Arbeitsverhältnisse im Privathaushalt. Werkstattberichte des IBL, Bd. 5, Bremen 1997, ISBN 3-88722-383-7

## Abgeschlossene und aktuelle Forschungsprojekte
- Demokratie – Partizipation – Vielfalt. Mehr Frauen für die Kommunalpolitik im ländlichen Raum (FRIDA), Teilprojekt im Bayerischen Forschungsverbund Zukunft der Demokratie (ForDemocracy) - https://www.fordemocracy.de/, gefördert vom Bayerischen Staatsministerium für Wissenschaft und Kunst, 2018–2022
- Ko-Sprecherin des Bayerischen Forschungsverbundes "Gender & Care. Dynamiken von Fürsorge im Kontext von Institutionen, Praxen, Techniken und Medien in Bayern (ForGenderCare)" - http://www.forgendercare.de/home/, Leiterin des Teilprojektes Care-Praxen von Vätern in Bayern. Fürsorgeverhalten und Paardynamiken bei der Nutzung des Elterngeldes[3] , gefördert vom Bayerischen Staatsministerium für Bildung und Kultus, Wissenschaft und Kunst, 2015–2019
- Landshut goes gender - Eine gendersensible Untersuchung der Berufs- und Studienorientierung an der Schnittstelle zwischen Schule und Hochschule[4], gefördert vom Bundesministerium für Bildung und Forschung im Rahmen des Professorinnenprogramms I, 2011–2013

## Belege
1. ↑  Herzlich Willkommen auf der Homepage von Prof. Dr. phil. Barbara Thiessen, auf www.haw-landshut.de, abgerufen am 28. Januar 2018
2. ↑  Prof. Dr. Barbara Thiessen - Universität Bielefeld. Abgerufen am 21. November 2022.
3. ↑  Kathrin Peltz, Luisa Streckenbach; Dagmar Müller; Johanna Possinger; Barbara Thiessen: „Die Zeit kommt nicht wieder“: Elterngeldnutzung erwerbstätiger Väter in Bayern. In: Zeitschrift für Familienforschung. Band 29, Nr. 1, 18. April 2017, ISSN 1437-2940, S. 114–135, doi:10.3224/zff.v29i1.06.
4. ↑  Barbara Thiessen, Inken Tremel: »Aber im normalen Unterricht ist das für mich als normaler Lehrer eigentlich in meinen Fächern sehr schwierig« Herstellung von Gender-›Normalität‹ im berufsorientierenden Unterricht. In: Annette Bartsch, Juliette Wedl (Hrsg.): Teaching Gender? transcript Verlag, Bielefeld 2015, ISBN 978-3-8394-2822-1, S. 149–166, doi:10.14361/9783839428221-004.

| Personendaten    | Personendaten                    |
| ---------------- | -------------------------------- |
| NAME             | Thiessen, Barbara                |
| KURZBESCHREIBUNG | deutsche Sozialwissenschaftlerin |
| GEBURTSDATUM     | 1965                             |
| GEBURTSORT       | Plochingen                       |